# Barka Sy
Barka Sy (* 22. Juli 1943) ist ein ehemaliger senegalesischer Leichtathlet, der sich auf den Sprint spezialisiert hat. Seinen größten Erfolg feierte er mit dem Gewinn der Silbermedaille über 100 Meter bei den Afrikaspielen 1973 in Lagos.

## Sportliche Laufbahn
Erste internationale Erfahrungen sammelte Barka Sy vermutlich im Jahr 1968, als er bei den Olympischen Sommerspielen in Mexiko-Stadt mit 10,61 s in der ersten Runde im 100-Meter-Lauf ausschied. 1972 schied er bei den Olympischen Spielen in München mit 10,42 s im Semifinale über 100 Meter aus und kam mit der senegalesischen 4-mal-100-Meter-Staffel mit 40,95 s nicht über den Vorlauf hinaus. Im Jahr darauf gewann er bei den Afrikaspielen in Lagos in 10,67 s die Silbermedaille über 100 Meter hinter dem Ghanaer Ohene Karikari. 1976 nahm er zum dritten Mal an den Olympischen Sommerspielen in Montreal teil und schied dort mit 10,81 s und 21,54 s jeweils in der ersten Runde im 100- und 200-Meter-Lauf aus und schied mit der Staffel mit 40,37 s im Halbfinale aus. Daraufhin beendete er seine aktive sportliche Karriere im Alter von 33 Jahren.

## Persönliche Bestleistungen
- 100 Meter: 10,2 s, 16. März 1974 in Dakar
- 200 Meter: 21,54 s, 25. Juli 1976 in Montreal